# Muraste
Koordinaten: 59° 28′ N, 24° 27′ O
Muraste (deutsch Morras) ist ein Dorf (estnisch küla) in der estnischen Landgemeinde Harku (deutsch Hark) im Kreis Harju (Harrien).

## Beschreibung
Muraste liegt etwa acht Kilometer östlich der Tallinner Stadtgrenze am Ufer des Finnischen Meerbusens. Direkt angrenzende Ortschaften sind Ilmandu im Osten und Suurupi im Westen. Mit letzterer teilt sich Muraste eines der 541 estnischen Fauna-Flora-Habitat-Gebiete, die zudem Teil des europäischen Schutzgebietsnetzes Natura 2000 sind. Das Gebiet ist 141,3 Hektar groß und hält den FFH-Status seit April 2004.
In den Feldern zwischen Muraste und dem östlich gelegenen Ilmandu sind über 2000 Jahre alte Steingräber und die Überreste antiker Felder erhalten geblieben. Auch wurde in dem Ort ein kleiner Schatz oder Teil eines Schatzes gefunden – elf deutsche und drei angelsächsische Münzen, die in der zweiten Hälfte des 12. Jahrhunderts geprägt wurden. Seine erste urkundliche Erwähnung findet das Dorf im Jahr 1480. Mit Stand 1. Januar 2010 wurden in Muraste 1391 Einwohner gezählt.

## Gutshaus Morras
Das Gut wurde 1633 von Ericus Beck angelegt und befand sich ab 1745 im Besitz der Familie von Westphalen. Das Neorenaissance-Herrenhaus wurde 1851 im Auftrag von Otto Nikolai von Krusenstern gebaut. Ab 1880 bis 1919 war die Familie von Weymarn im Besitz des Gutes. Zwischen 1920 und 1995 wurde das Haus als staatlich geführtes Kinderheim genutzt. 1998 verkaufte das Estnische Rote Kreuz das Haus an Jaan Mölder, den Bürgermeister des naheliegenden Ortes Paldiski, da es anstehende Instandhaltungskosten nicht tragen konnte. Im Januar 2001 kam es aus ungeklärten Gründen zu einer Brandstiftung durch "vandalisierende Jugendliche", der Dachstuhl brannte aus und setzt die noch stehenden Mauern seitdem dem Witterungszerfall aus.

### Galerie

Grundrisszeichnung beschriftet
Herrenhaus Morras (Gartenseite) im Jahr 1896
Herrenhaus Morras (Gartenseite) im Jahr 1906
Treppenhaus Morras im Jahr 1906
Gr. Saal Morras im Jahr 1906
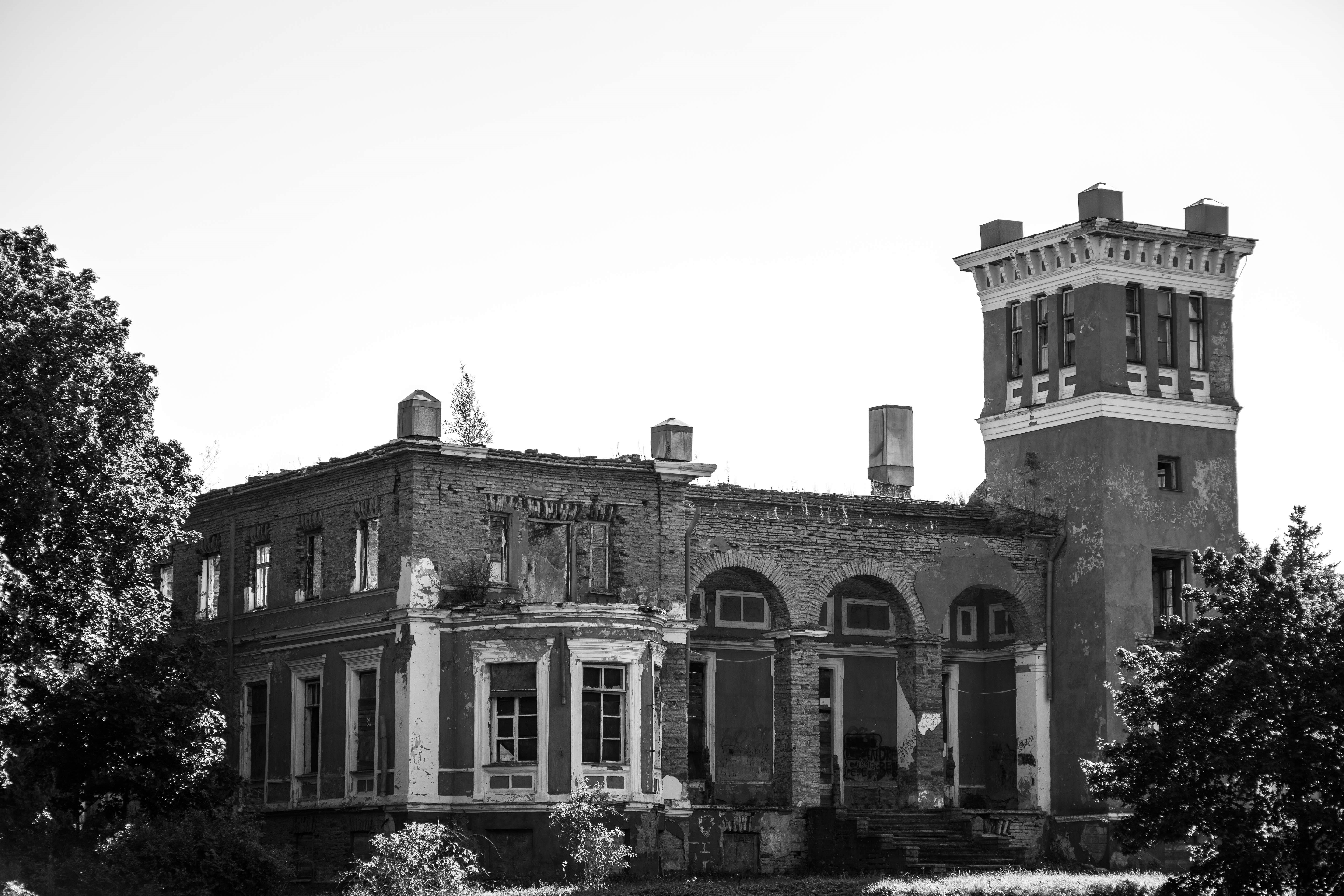
Morras im September 2013
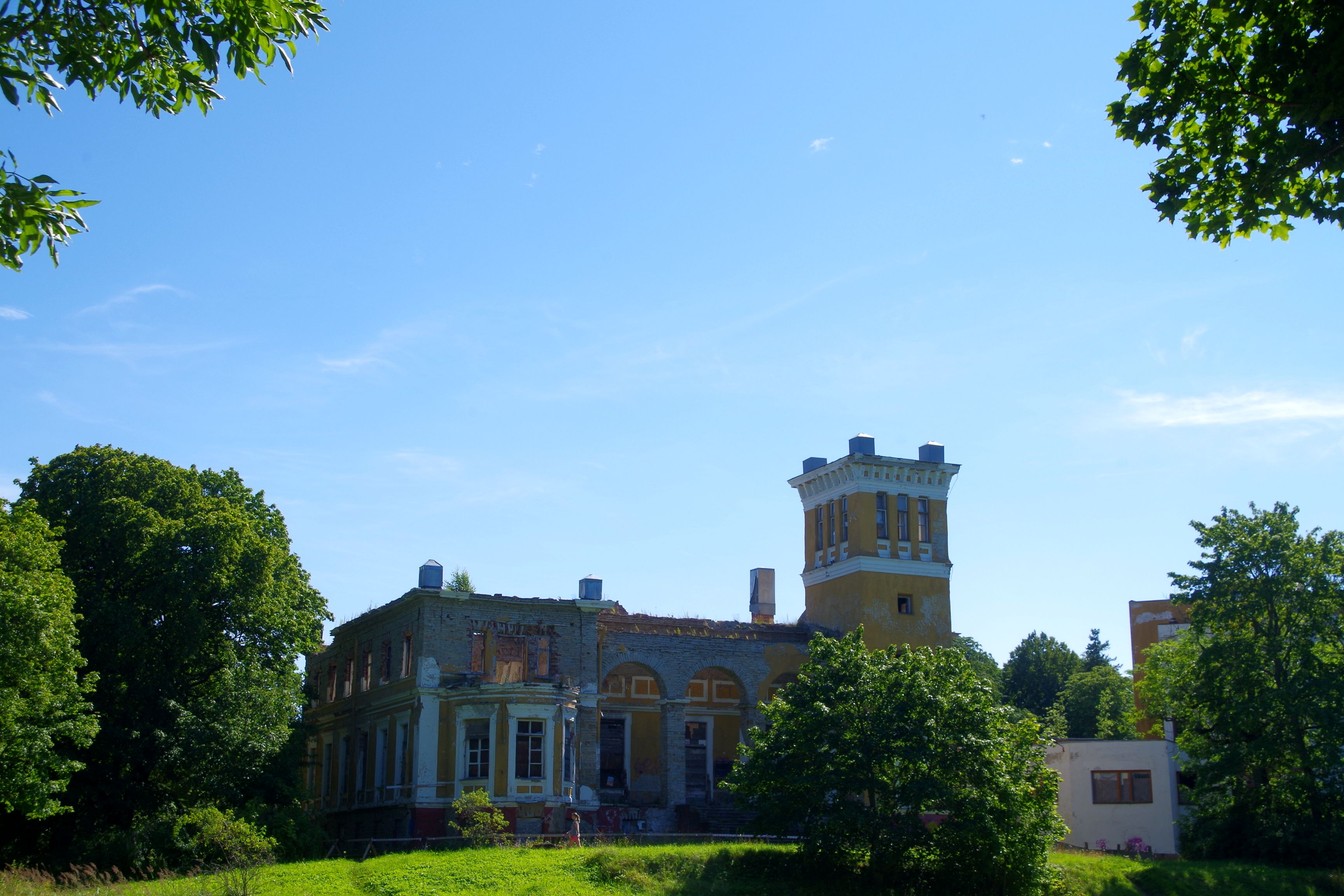
Herrenhaus
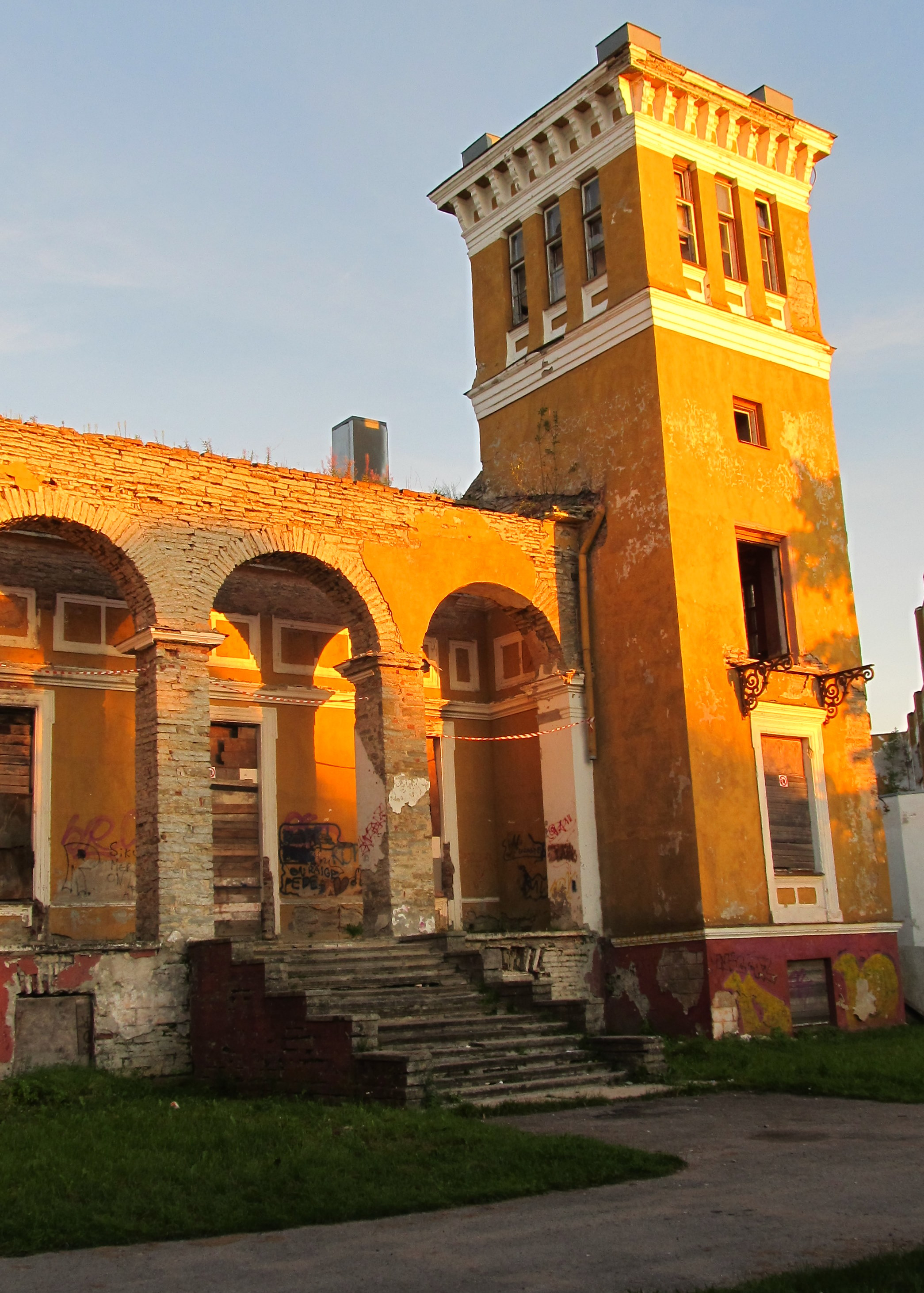
Herrenhaus Gartenseite

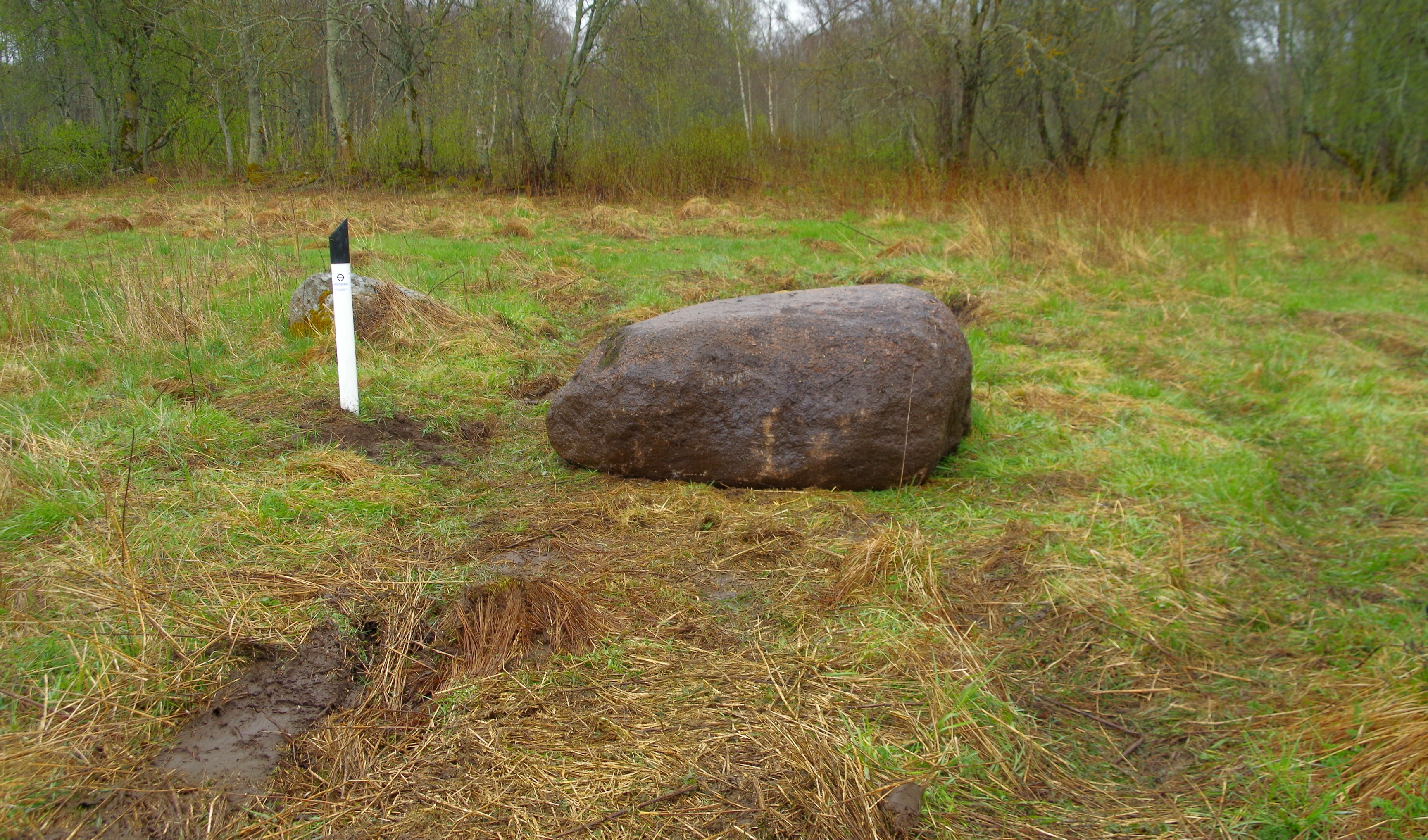
Kultstein an seinem alten Standort
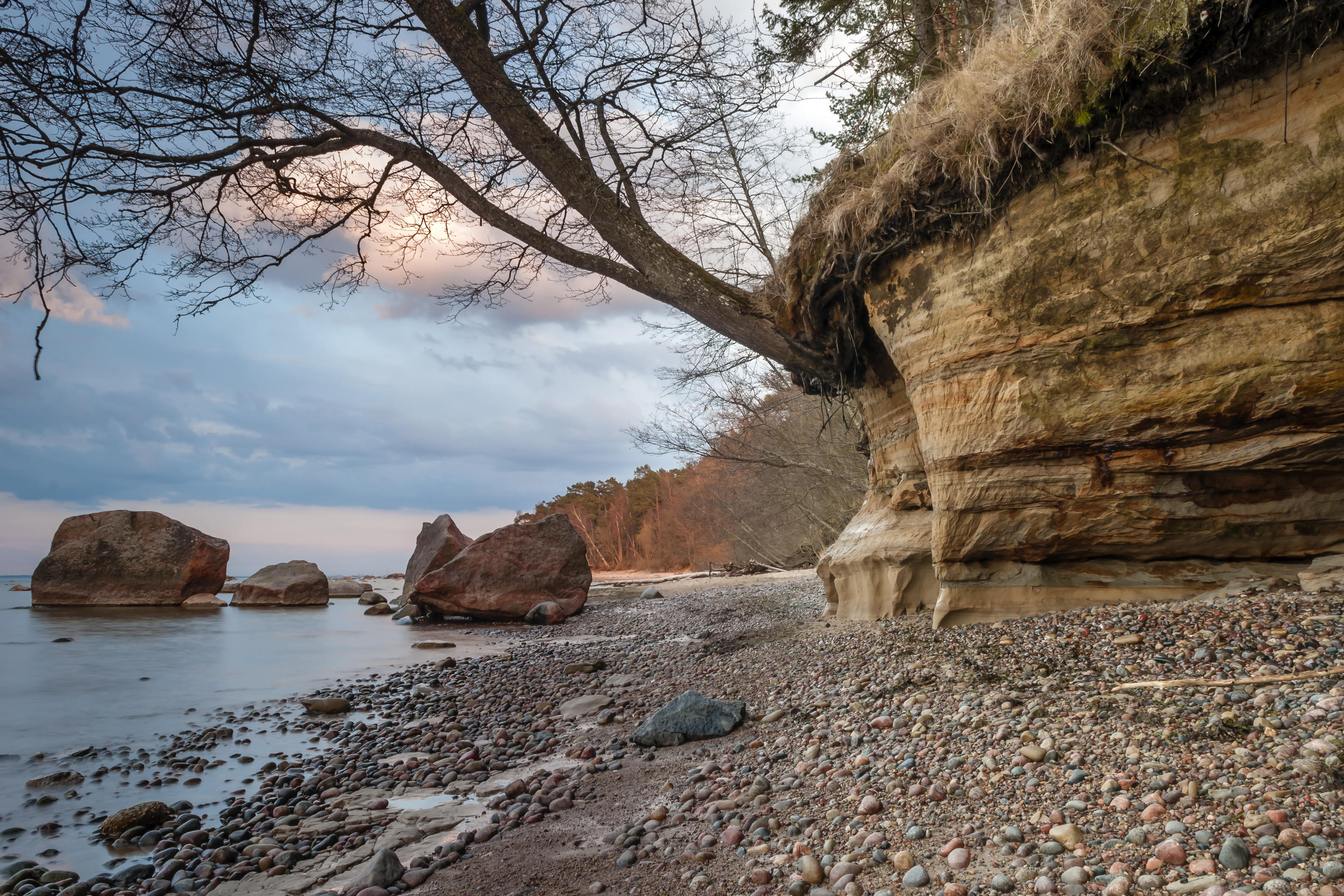
FFH-Gebiet Muraste

## Bekannte Söhne und Töchter
- Otto Krusten (1888–1937), estnischer Karikaturist
- Pedro Krusten (1897–1987), estnischer Schriftsteller
- Bruno von Weymarn (1899–1956), Gutsbesitzer in Estland und Mitgründer des Verbandes der Baltischen Ritterschaften
- Erni Krusten (1900–1984), estnischer Schriftsteller
- Karmen Bruus (* 2005), estnische Leichtathletin